# Костянтин Дзбанський
Костянтин Дзба́нський (пол. Konstanty Dzbański; 1823, Ломжа — 1897, Ожидів) — польський живописець і графік.

## Біографія
Народився у 1823 році у місті Ломжі (нині Підляське воєводство, Польща). Спочатку навчався живопису у Львові у Яна Машковського, потім упродовж 1842–1844 років — у Віденській академії митецтв.
У 1844 році повернувся до Польщі й оселився спочатку в Жовкві, потім переїхав до Львова. Був одним із засновників Товариства приятелів образотворчого мистецтва у Львові, секретарем якого був багато років. У 1870-х роках переїхав до Топорова; останні роки свого життя провів в Ожидові, де і помер у 1897 році.

## Творчість
Малював переважно портрети та релігійні сцени, рідше пейзажі та жанрові сцени. Найчастіше використовував олійну техніку, але також малював аквареллю та робив етюди. Серед робіт:
- «Автопортет» (1854);
- «Пастух з околиць Львова» (1859);
- «Хлопчик» (1865);
- «Дівчина з голубкою» (1884);
- «Кузня» (1894);
- «Пекар з бубликами».

Його роботи знаходяться в численних музейних колекціях у Кракові, Жешуві, Львові, Варшаві та Вроцлаві.